# پرپینیان
پرپینیان شهری در جنوب ایالت لانگدوک روسیون فرانسه است. این شهر مرزی فاصله‌اش تا دریا بسیار کم است و به خطوط راه‌آهن فرانسه متصل است.